# Серый, Николай Павлович
Николай Павлович Серый (28 ноября 1913, Керчь — 26 декабря 1993, Москва) — советский гимнаст и режиссёр массовых мероприятий, неоднократный чемпион СССР по спортивной гимнастике, постановщик парадов физкультурников на Красной площади. Заслуженный мастер спорта СССР и заслуженный деятель искусств РСФСР.

## Биография
Родился 28 ноября 1913 года в Керчи.
С юношества занимался спортом, чемпион Керчи и Крыма по гимнастике и лёгкой атлетике. Неоднократно участвовал в соревнованиях по волейболу, баскетболу, футболу, боксу и тяжёлой атлетике, нередко выходил с рыбаками в море. Также был образованным человеком, любившим театр, поэзию и литературу. Окончил керченскую среднюю школу и Институт физической культуры имени П. Ф. Лесгафта (1935, с отличием). Преподавал на кафедре теории и методики гимнастики, выступал за ленинградское спортивное общество «Медик».
Славу Николаю Серому принесли выступления в спортивной гимнастике: он разработал ряд новых элементов и связок на снарядах, в том числе в вольных упражнениях, где им были введены элементы акробатики. В 1934 году Серый выиграл чемпионат РСФСР в многоборье, а также стал серебряным призёром СССР в командном первенстве и в многоборье, а в том же году вместе с чемпионом страны Г.С.Рцхиладзе впервые в истории советской гимнастики получил звание мастера спорта СССР. В 1937 году в составе советской команды выступил на III Летней Рабочей Олимпиаде в бельгийском Антверпене: команда стала абсолютным чемпионом, опередив швейцарских гимнастов, а в абсолютном первенстве Серый победил чемпионов Олимпиады 1936 года — чеха Алоиса Гудеца (чемпион на кольцах) и финна Алексантери Саарвалу (чемпион на перекладине), обойдя финна на 12 баллов. В 1939 году удостоен звания Заслуженного мастера спорта СССР. Трёхкратный чемпион Олимпиады 1936 года (в том числе чемпион в многоборье) Альфред Шварцман в интервью The Times сказал, что если бы Серый выступал в Берлине, то обошёл бы и самого Шварцмана.
В 1941 году в начале Великой Отечественной войны Николай Серый обучал бойцов народного ополчения штыковому бою и занимался физической реабилитацией раненых бойцов, оставаясь в Ленинграде во время блокады, однако позже был эвакуирован после того, как у него была диагностирована дистрофия ног и он потерял 25 кг веса. До окончания войны преподавал в Военном институте физической культуры в Москве. В 1943 году после возобновления личного первенства СССР в составе московской команды Вооружённых сил Серый стал абсолютным чемпионом СССР, выиграв соревнования на кольцах, став серебряным призёром в упражнениях на коне и на перекладине и бронзовым на брусьях и в вольных упражнениях. Абсолютным чемпионом он становился в 1945 и 1946 годах, а в 1952 году выиграл свой последний титул в вольных упражнениях, завершив спортивную карьеру. Позже он преподавал гимнастику в Московском институте физкультуры и долгое время был доцентом кафедры физвоспитания Московского государственного университета.
Помимо спорта, Серый занимался режиссёрской деятельностью, окончив Ленинградский театральный институт имени А. Н. Островского. В возрасте 22 лет он принял участие в параде физкультурников на Красной площади. 29 августа 1945 года на Красной площади прошёл первый послевоенный Всесоюзный парад физкультурников, который был поставлен по сценарию Николая Серого. В параде участвовали 25 тысяч физкультурников, среди зрителей были Дуайт Эйзенхауэр и Бернард Монтгомери. Позже Серый был художественным руководителем выступлений московских физкультурников на Всесоюзных спартакиадах и организатором спортивных праздников в Чехословакии и Польше. Также он был режиссёром церемонии закрытия VI Всемирного фестиваля молодежи и студентов в Москве в Лужниках летом 1957 года, за что был удостоен звания заслуженного деятеля искусств РСФСР и, таким образом, стал обладателем двух «заслуженных» званий.
Автор книг «К вершинам гимнастического ремесла» (1951), «Занимайтесь утренней гимнастикой» (1952), «Путь к мастерству в спортивной гимнастике» (1953), «Гимнастика для всех» (1953, 1955), и «Гимнастика в комплексе ГТО» (1957). Награжден орденами Отечественной войны II степени (6 апреля 1985) и «Знак Почета». Отличник здравоохранения СССР (1946).
Скончался 26 декабря 1993 года в Москве.

## Достижения
СССР
- Чемпион РСФСР: 1934 — абсолютное первенство
- Чемпион СССР:
  - 1943 — абсолютное первенство, кольца
  - 1944 — брусья, опорные прыжки
  - 1945 — абсолютное первенство
  - 1946 — абсолютное первенство, вольные упражнения
  - 1952 — вольные упражнения
- Серебряный призёр чемпионата СССР:
  - 1934 — многоборье, командное первенство
  - 1936 — многоборье
  - 1939 — кольца
  - 1943 — конь, перекладина
  - 1944 — многоборье, вольные упражнения, перекладина
  - 1945 — вольные упражнения, конь, брусья, опорные прыжки
  - 1946 — конь, кольца
  - 1947 — вольные упражнения
  - 1949 — опорные прыжки
  - 1950 — многоборье
- Бронзовый призёр чемпионата СССР:
  - 1936 — командное первенство
  - 1939 — командное первенство, конь
  - 1943 — вольные упражнения, брусья
  - 1945 — перекладина
  - 1946 — опорные прыжки
  - 1947 — опорные прыжки
  - 1949 — кольца
  - 1950 — вольные упражнения, конь, брусья

Международные
- Чемпион III Рабочей Олимпиады (1937) — абсолютное первенство, командное первенство

## Награды
- Орден «Знак Почёта» (27.04.1957) — «за успехи, достигнутые в деле развития массового физкультурного движения в стране, повышения мастерства советских спортсменов, и успешное выступление на международных соревнованиях»